# Айдаров, Знаур Заурбегович
Знаур Заурбегович Айдаров (1889 — 15 ноября 1919) — участник Гражданской войны в Грузии. Революционер. Один из создателей осетинской организации партии большевиков.
Автор памятника Знауру Айдарову в селе Знаур — скульптор Василий Николаевич Кокоев (1921—1991)

## Биография
Родился в ноябре 1889 года в селе Кадгарон Терской области (ныне в Северной Осетии) в осетинской православной крестьянской семье.
Получив первоначальное образование в церковно-приходской школе в родном селе, не имея возможности продолжить учёбу, занялся сельскохозяйственным трудом.
В 1910—1913 годах служил в Осетинском конном дивизионе 3-й Кавказской казачьей дивизии. После военной службы работал в главных мастерских Закавказской железной дороги.
В 1914 году вступил в РСДРП (б). С воодушевлением принял идеи большевиков-ленинцев. В октябре 1917 года под руководством З. Айдарова и Р. Рамонова в г. Тифлисе была создана осетинская большевистская организация, а уже в 1918 году на её основе была создана организация «Чермен».
После репрессий в меньшевистской Грузии в 1918 большевики перенесли свою политическую деятельность в Южную Осетию, и Знаур Айдаров стал часто приезжать в осетинские села, где вёл революционную пропаганду среди крестьян, партийную подпольную работу — участвовал в организации партизанских отрядов, руководстве подготовкой восстания.
Был инструктором Военно-революционного штаба Кавказского краевого комитета РСДРП (б). В августе 1918 года в Дзау на народном съезде он был избран в числе трёх председателей Юго-Осетинского национального совета.
13 октября 1919 года по поручению партии он снова приехал в Юго-Осетию, где помогал в подготовке к всеобщему вооруженному восстанию против грузинских меньшевиков. Затем по решению партии большевиков он был направлен в Хашурский район, где также принял активное участие в подготовке и проведении вооруженного восстания против меньшевиков Грузии.
В ноябре 1919 года — начальник штаба повстанческих отрядов Горийского уезда Тифлисской губернии. 7 ноября 1919 г. восставшие крестьяне правобережной Куры во главе с Знауром Айдаровым и Т. Бухрикидзе заняли с. Хциси. Был избран председателем первого Хцисского ревкома.
Ожесточённые бои с меньшевистскими войсками продолжались до 14 ноября 1919 года. После продолжительной неравной борьбы восстание было подавлено, а Знаур Айдаров был захвачен в бою и оказался в плену у меньшевиков.
15 ноября 1919 года Знаура Айдарова вывели на площадь села Хциси, где на глазах у всего села расстреляли. Перед расстрелом он успел громко произнести: 

«Я рабочий и умру за рабочее дело, но моя кровь не пропадет даром. За меня отомстят мои братья по классу. Да здравствует коммунизм!».
 На другой день крестьяне из соседнего села Крисхеви выкопали труп Айдарова и похоронили на кладбище села. Здесь же ему позже был установлен памятник, как одному из видных участников гражданской войны, борцу за права всего трудового народа.

## Память
- В честь З. Айдарова и его огромных заслуг перед народом Осетии в 1931 был назван в Знаурский район в Южной Осетии.
- В честь осетинского революционера также назван посёлок Знаур Знаурского района Южной Осетии. Там же установлен памятник З. Айдарову.
- В г. Цхинвале есть улица, которая носит имя Знаура Айдарова.